# Salah Khelifa
 (décembre 2023).
Il peut être nécessaire de l'améliorer pour respecter le principe de neutralité de point de vue. Veuillez consulter la page de discussion pour plus de détails.

صالح خليفة
Œuvres principales
- La Ronde des affamés (1973)
- Impromptus (2006-2012)
- Vers léonins (2012-2023)

Salah Khelifa (arabe : صالح خليفة), né le 21 mai 1943 à Ksibet el-Médiouni, est un poète tunisien. Il est par ailleurs universitaire, historien et islamologue.

## Biographie
Né le 21 mai 1943 à Ksibet el-Médiouni, dans le gouvernorat de Monastir, Salah Khelifa débute son cursus scolaire à l'école franco-arabe de sa ville natale, puis fréquente le lycée de garçons de Sousse. Il commence ses études supérieures à l'École normale supérieure de Tunis, obtient un doctorat de troisième cycle en histoire et civilisation à l'université de Reims puis un doctorat d'État dans le même domaine à l'université de Lyon III. Il devient ensuite professeur d'histoire à l'Institut supérieur de théologie de Tunis (ar).
Après deux recueils accueillis par la critique, Salah Khelifa ne publie plus pendant près de deux décennies.

## Publications
Bilingue, il publie en arabe et en français.
- 1973 : La Ronde des affamés, Sfax, COOPI, 88 p. (OCLC 985704902)[3],[4].
- 1974 : L'Émir du sang, Sfax, COOPI, 91 p. (OCLC 462150224)[5],[6].
- 2002 :
  - Rêves échancrés, Paris, Thierry Sajat, 58 p. (ISBN 978-2914790000).
  - Poésie 50 000, Paris, Thierry Sajat, 61 p. (ISBN 978-2914790017).
  - Réminiscences brûlantes, Créteil, Thierry Sajat, 58 p. (ISBN 978-2914790055).
  - Visions brumeuses, Créteil, Thierry Sajat, 58 p. (ISBN 978-2914790062).
  - Chants du simoun, Créteil, Thierry Sajat, 55 p. (ISBN 978-2914790079).
- 2003 :
  - La Muse muse, Créteil, Thierry Sajat, 59 p. (ISBN 978-2914790192).
  - La Muse m'use, Créteil, Thierry Sajat, 55 p. (ISBN 2-914790-23-6).
  - La Muse s'use, Créteil, Thierry Sajat, 54 p. (ISBN 978-2914790277).
  - Les Transes de l'aède, Créteil, Thierry Sajat, 63 p. (ISBN 978-2914790291).
- 2003-2004 : Pantoums barbares (4 volumes)
- 2004 : Les Pantoums de ma mère, Ivry-sur-Seine, Thierry Sajat, 60 p. (ISBN 978-2914790512).
- 2005 :
  - Condamnation, Monastir, Sibawaïh, 174 p. (ISBN 978-9973130006).
  - Chants numides, Monastir, Sibawaïh, 118 p. (ISBN 978-9973130013).
  - L'Échanson du roi, Monastir, Sibawaïh, 123 p. (ISBN 978-9973130020).
  - Les Festins macabres, Monastir, Sibawaïh, 166 p. (ISBN 978-9973130037).
  - Sang en fleurs, Monastir, Sibawaïh, 168 p. (ISBN 978-9973130068)[7]
  - Fleurs de sang, Monastir, Sibawaïh, 194 p. (ISBN 978-9973130075).
  - Parfums de sang, Monastir, Sibawaïh, 209 p. (ISBN 978-9973130082).
  - Chants du muezzin (ISBN 997-3130049).
  - Chants mystiques (ISBN 997-3130057).
- 2005-2014 : Chants de l'escabeau (ISBN 978-9973060662).
- 2006-2012 : Impromptus (26 volumes)
- 2008 :
  - La Myrrhe de Sirius, Monastir, Le Barcide, 162 p. (ISBN 978-9973060006).
  - Des Poèmes classiques : les plus célèbres, Monastir, Le Barcide, 141 p. (ISBN 978-9973060013).
  - L'Empereur demi-fou, Monastir, Le Barcide, 167 p. (ISBN 978-9973060037).
  - Chants de Thapsus, Monastir, Le Barcide, 168 p. (ISBN 978-9973060044).
  - L'Errant du Hoggar, Monastir, Le Barcide, 168 p. (OCLC 470569240).
- 2009 :
  - Chants rubescents, Monastir, Le Barcide, 166 p. (ISBN 978-9973060129).
  - Les Mamelles de la nuit, Monastir, Le Barcide, 164 p. (ISBN 978-9973060136).
  - Chants du sarrasin, Monastir, Le Barcide, 164 p. (ISBN 978-9973060143).
  - Musique aérienne, Monastir, Le Barcide, 164 p. (ISBN 978-9973060150).
  - Poésie phallique, Monastir, Le Barcide, 484 p. (ISBN 978-9973060167).
- 2012 :
  - Chants de barde (ISBN 978-9973060563).
  - Poésie éparse (ISBN 978-9973060587).
  - Chants de cadige (ISBN 978-9973060549).
  - Ces Misérables du Panthéon (ISBN 978-9973060556).
- 2013-2023 : Vers léonins (300 volumes)
- 2014 :
  - 99 sonnets (ISBN 978-9973060754).
  - Musique discordante (ISBN 978-9973060723).
  - Regard de brume (ISBN 978-9973060730).
  - Chants d'Avicenne (ISBN 978-9973060648).
  - Euphonie (ISBN 978-9973060693).
  - Résurgences (ISBN 978-9973060747).
  - Chants et poèmes soufiques (ISBN 978-9973060891).
- 2015 :
  - Nationalisme tunisien (ISBN 978-9973060914).
  - Souvenance (ISBN 978-9973060877).
  - Transévasions (ISBN 978-9973060907).
  - La Danse des ombres et des lumières (ISBN 978-9973060860).
  - 31 contes et nouvelles (ISBN 978-9973060853).
  - Transvoyances (ISBN 978-9973060884).
- 2016 : Alawisme et madanisme (ISBN 978-9973060159 (édité erroné)).
- 2023-2025 : Dictées holorimes (76 volumes)

## Distinctions
- Chevalier de l'ordre de la République (Tunisie)[2]
- Chevalier de l'ordre du Mérite culturel (Tunisie)[2]